# Louise Élisabeth af Frankrig
Louise Élisabeth af Frankrig (født 14. august 1727, død 6. december 1759) var den ældste datter af kong Ludvig 15. af Frankrig og dronning Marie Leszczyńska. Hun var ældre tvillingesøster til Henriette af Frankrig. Louise Élisabeth blev gift med hertug Filip 1. af Parma, søn af Filip 5. af Spanien, og blev hertuginde af Parma.